# Виша педагошка школа у Нишу
Виша педагошка школа у Нишу је високошколска институција која је постојала у периоду 1948. до 1974. године.

## Историја
Виша педагошка школа у Нишу је основана 1948. године и постојала под тим називом до 1974. године
Године 1998, истекло је педесет година од почетка рада Више педагошке школе чије оснивање, истовремено, означава почетак вишег школства у Нишу. У истој згради, после седамнаест година (1971), почео је да ради Филозофски факултет. У знак сећања на прву, уз свесрдну помоћ Филозофског факултета, објављује се књига којом се допуњује слична књига коју је поводом двадесет и пет година постојања и рада, 1996. године објавио филозофски факултет.